# Олдам
Олдам (енгл. Oldham) је град у Уједињеном Краљевству у Енглеској. Налази се у Великом Манчестеру између река Ирка и Медлока, 5,5 км југоисточно од Рочдејла и 8,5 км од Манчестера. Олдам је административно седиште општине Олдам која је 2015. године имала 230.800 становника.
Олдам је познат по томе што је у 19. веку био међународни центар за производњу текстила. Био је то град индустријске револуције и један од првих индустријализованих градова који је брзо постао „један од најважнијих средишта индустрије памука и текстила у Енглеској“. На врхунцу, то је био најпродуктивнији град за предење памука у свету, који је производио више памука него Француска и Немачка заједно. Олдамова текстилна индустрија доживела је пад средином 20. века, а последња производња затворена је 1998. године.
Након пропадања текстила у граду, економија је постепено слабила. Данас је Олдам претежно резиденцијални град, а побољшање центра града фокус је пројекта трансформације града у центар за даље образовање и сценске уметности. Град се ипак доста разликује од других индустријских градова, због својих грађевина из различитих архитектонских доба. Године 2001. град је имао 103.544 становника и површину од око 67 км².

## Историјат
Олдам означава старо село или старо место, а на саксонском олд извачава антику, а хам кућу, фарму или заселак. Ипак, познато је да је порекло речи Олдам из норвешког језика. Сматра се да име града долази од старогрчке реди у комбинацији са норвешким језиком и да означава „подножје”, можда описујући положај града на врху брда. Алтернативно се претпоставља да „холм” означава хулме фармера. Име града познато је од 865. године током владавине Данелага.

### Рана историја
Најранији познати докази о људском присуству у данашњем Олдаму сведоче открићем неолитичних кремених предмета пронађених на брдима Вернет и Бесом, који датирају од пре 7–10 000 година. Докази о каснијим римским и келтским активностима потврђени су древним римским путевима и археолошким реликвијама бронзаног доба које су пронађене на разним налазиштима у граду. Имена места келтског порекла још увек се могу наћи у Олдаму: Вернет потиче од келтског личног имена, Глодвик је може односити на насип или ров, Чадертон је реч англосаксонско порекла, а потиче од латинске катедре, означавајући „столицу”. Иако су англосаксони окупирали територију око подручја вековима раније, верује са да је у Олдаму било људи и 865. године, када су дански освајачи населили насеље Алдеулм у данашњем граду..
Од осниваља у 9. веку до до индустријске револуције, верује се да је Олдам тек нешто више од малих и безначајних насеља разасутих по мочварним и земљаним деловима који су повезивали Манчестер са Јорком. Ипак, ово подручје се пијављује у документима из средњег века, забележено као територија под контролом мањинских владајућих породица и барона. У 13. веку град је документован у неколико списа. У то време овим подручјем владоа је Ричард Олдам, евидентиран као владар влестелинства Вернет/Олдам. Наследила га је ћерга Маржери која се удала за Џона Кудворта, а и њихови наследници су имали имања на подручју данашњег града Олдама.

### Индустрија текстила
Велики део Олдамове историје тиче се производње текстила током индустријске револуције; речено је да „ако је икада индустријска револуција поставила град чврсто и четврто на мапу света, тај град је Олдам.” За индустријализацију коришћено је подручје за испашу оваца, што је пружало сировину за локалну трговину вуном. До 1756. године Олдам је постао центар индустрије у Енглеској. Град се у последњој четвртини 18. века променио од индустријског места у широку индустријску метрополу текстилних фабрика. Клима, геологија и топографија Олдама били су неумољива ограничења за социјалне и економске активности становника. На 700 метара надморске висине и без већих река или видљивих природних ресурса, Олдам је имао лоше географске карактеристике у поређењу с другим насељима за инвеститоре и њихове инжењере. Као резултат тога, Олдам није играо никакву улогу у почетном периоду индустријске револуције, иако се касније сматрао очигледном територијом за индустријализацију због свог погодног положаја између радне снаге Манцчестера и југозападног Јоркшира.
Израда памука у граду почела је 1788. године када је Лис Хол саградио прву машину за памук. У току једне године изграђено је 11 других млинова, а до 1818. било их је 19 - што није велики број у поређењу с другим локалним насељима. Олдамово мало локално становништво увелико је повећано масовном миграцијом радника из околних села, што је резултирало повећањем броја становника са нешто више од 12.000 1801. на 137.000 1901. године. Брзина овог урбаног раста значила је да је Олдам, са мало претиндустријске историје, ефективно рођен као град фабрике.
Град је постао светски центар производње памука у другој половини 19. века. Године 1851. преко 30% популације града било је запослено у текстилном сектору, у поређењу са 5% широм Велике Британије. Олдам је надвладао главне урбане центре као што су били Манчестер и Болтон као резултат процвата изградње млинова током шездесетих и седамдесетих година 18. века, периода током којег је Олдам постао најпродуктивнији град за производњу памука у свету. Године 1871. град је имао више машина за прераду памука него било која друга земља на свету, осим Сједињених Држава. Године 1909. град је израђивао више памука него Француска и Немачка заједно. До 1911. године у Олдаму је било 16,4 милиона вретена, у поређењу са 58 милиона у Великој Британији и 143,5 милиона у свету; 1928. године, изградњом највеће британске текстилне фабрике Олдам достигао је свој производни зенит. а свом врхунцу било је више од 360 млинова, који су радили ноћ и дан.
Олдамовим градским пејзажом доминирали су карактеристични правоугаони млинови од опеке. У периоду од 1861. до 1865. године прекинута је испоруга залива памука у Сједињеен Државе. Пошто је Олдам у том периоду потпуно зависио од памука, дошло је до велике незапослености у граду. До 1863. године основан је комитет и уз помоћ централне владе откупљено је земљиште са намером да се запосле локални радници памука за изградњу Алекандра парка, који је отворен 28. августа 1865. године. Град се превише ослањао на текстилни сектор, како је увоз јефтинијих страних предива растао током 20. века, Олдамова економија је опала, ипак тек 1964. године град је престао да буде највећи центар центрифуге памука. Упркос настојањима да се повећа ефикасност и конкурентност њене производње, последња производња затворена је 1998. године.
Олакшан својим процватом текстилне индустрије, Олдхам је развио опсежне секторе грађевине и машинства током 18. и 19. века. Производња машина за предење и ткање у Олдхаму припада последњој деценији 19. века, када је постала водећи центар у области инжењерства. Браћа Плат који су живели у Олдаму били су пионири који су израдили машине за памука, развијајући иновативне производе који су омогућили масовну производњу. Браћа Плат постали су највећи произвођачи текстилних машина на свету, запошљавајући преко 15.000 људи у деведесетих година 19. века. Они су били заинтересовани за инвестирање у локалном подручју и својевремено су подржавали 42% становништва. Центар комплекса налазио се у Њу Хартофрд Ворксу у Вернету, огромном комплексу зграда и унутрашњих железница на месту које гледа на Манчестер. Железничка станица која је служила овом месту касније је била основа железничке станице Олдам Вернет. Главна зграда постоји до данас. Браћа Плат су стекла престижне награде из целог света, и снажно се бавила локалном политиком. Џон Плат је 1854. године постао четврти градоначелник Олдама. Године 1865. изабран је за посланика у граду, а понови 1868. године, на власти је остао до смрти 1872. године. Бронзана статуа Плата постојала је у центру града, али је пресељана у парк Александар.
На полеђини индустријске револуције, Голдам је развио опсежан сектор вађења угља, који је повезан са подршком локалној индустрији памука и становницима града, мада постоје докази о мањој експлоатацији угља на том подручју већ у 16. веку. У граду је било преко 150 забележених котларница. Иако неки савремени извори кажу да је у Олдаму било комерцијалног ископавања угља до 1738. године, старији извори приписују комерцијалну експанзију вађења угља доласком у град двојице велшких радника, Џона Еванса и Вилијама Џоунса., око 1770. године. Предвиђајући пораст потражње за угљем, повећала се и производња.
Рудници су били у великој мери југозападно од града око Холинвуда и Вернета и пружали су довољно угља да убрзају Олдамов брзи развој. Године 1851. у Олдамовој коларници запошљавало се више од 2000 мушкараца, иако је количина угља у граду била прецењена, а производња је почела опадати и пре него што је почела индустрија памука. Данас су једини видљиви остаци рудника искоришћени шахтови и бушотине.

### Социјална историја
Социјалну историју града обележили су немири и протести, нарочито они радничке класе. Наводи се да су људи Олдама били радикални почетком 19. века, а у граду је био велики број радикалних покрета. Немири и незапосленост уследили су након што су машине за рад замениле људе, а велики број њих добио је отказ. Дана 20. априла 1812. године у граду су избили немири, срушени су поједини млинови за памук у оближењем Мидлтону. Олгам је 16. авгуса 1819. град политичких реформи. Џон Лис, произвођач памука и бивши војник био је једна од петнаест жртава масакра који се догодио у граду. Олдам Друштво жена за слободан избор основано је 1910. године са Маржери Лес као председницом. Чаристички и кооперативни покрети имали су снажну подршку у граду, док су многи грађани протестовали због подршке еманципацији робова.
Три дана крајем маја 2001. Олдам је постао центар националне и међународне медијске пажње. Након сукоба и дуготрајних расних тензија између локалних белих Британаца и британских пакистанских заједница, у граду су избили велики нереди. Олдамови немири су били најгори расно мотивирани нереди у Великој Британији у претходних 15 година. Најмање 20 људи је поврђено у нередима, укључујући 15 полицајаца, а 37 особа је ухапшено. Слични нереди су се десили и у другим градовима на северу Енглеске наредних дана и недеља. Нереди из 2001. подстакнули су владине и независне истраге, које су се колективно сложиле о побољшању односа у заједници и значајним обновама за град. У граду је било и даље страха од нереда након смрти Гавина Хоплија 2002. године.

## Администрација

### Грађанска историја
Лежећи унутар историјских граница државе Ланкашир од почетка 12. века, Олдам је забележен 1212. године као један од пет делова имања „Каскенмур“, које су у име краља Џона држали Роџер де Монтбегон и Вилијам де Невил. Касније је Олдам формирао насеље у оквиру древне црквене жупе. Године 1826. основани су комесари за социјално и економско унапређење Олдхама. Град је постао део парламентарне четврти 1832. године, мада је 1849. године Олдам инкорпориран као општински округ, што му је дало статус у Великој Британији, а 1850. године, Градско веће добило је овлашћења повереника за унапређење. Околина града је од 1851. до 1881. била статистичка јединица која се користила за прикупљање података о матичним књигама и подацима пописа.
Закон о локалној самоуправи из 1888. створио је изабрана окружна већа која су управљала службама широм Енглеске и Велса. Тамо где је општински округ имао преко 50 000 становника током пописа становништва 1881. године, створен је жупанијски округ, са овластима и дужностима округа. Олдам имао 1881. популацију од 111.343 становника и постао је округ 1. априла 1889. године. Област је била независна од савета округа Ланкашира за локалну управу. Године 1951. делови руралне области Лимерст додати у састав града Олдама, а 1954. године ти делову су укинути из града. Од 1961. године, град је био близанац са градом Крањ из Словеније. На основу Закона о локалној самоуправи из 1972. године статус аутономне жупаније града је укинут, а Олдам је од 1. априла 1974. године у саставу Метрополитанске општине Олдам, у оквиру метрополитанске жупаније Великог Манчестера.

### Парламент
Границе двеју парламентарних изборних јединица деле Олдам: Олдам Исток и Саделворт, Олдам Вест и Ројтон (који обухвата средиште града), које представљају парламентарни посланици Деби Абрамс и Џим Мекмахон респективно.
Створени као парламентарни округ 1832. године, Олдамови први парламентарни заступници били су радикали Вилијам Собет и Џон Филден. Винстон Черчил је започео своју политичку каријеру у Олдаму. Иако је био неуспешан у свом првом покушају 1899. године, Черчил је изабран за члана парламента у Олдамовој изборној јединици на општим изборима 1900. године. Бирао је изборну јединицу за Конзервативну странку до општих избора 1906. године, када је као либерални посланик победио на изборима за Манчестер Норт Вест. Након што је 1940. постао премијер Велике Британије, Черчил је 2. априла 1941. године постао почасним грађанин Олдама.
На референдуму о чланству у Европској унији 2016. године, грађани Олдама су гласали масовно за Брегзит. Гласање за напуштање Европске уније било је 60,9%.

## Географија
Град се налази северозападно од Лондона, налази се на 213 м надморске висине, 11,1 км сеероисточно од Манчестера, на терену између река Ирк и Медлок. Олдам има умерену океанску климу, као и већи део Велике Британије, са хладним летима и благим зимама. Дана 23. новембра 1981. године у граду се формирао торнадо и узроковао штету. Олдамову топографију карактерише његов храпав терен. Град има површуну од 17,9 км². Река Бил тече северно и формира границу са Олдамом и Ројтоном. Источно од ове реке површина се уздиже до висине од 373 м на брду Вудварт. Остатак површине је брдовит, просечна висина опада према југозападу. Иако је Олдам имао напредну економију током 19. века, локални трговци углавном нису били вољни да троше на грађанске институције. Касније је архитектура града описана као „осредња”. У Олдаму постоји мешавина урбаних области високе густине, предграђа, полусеоских и руралних локација. Територија Олдама је повезана са осталим градовима са свих страна, осим малог дела уз његове источне и јужне границе, а за потребе Канцеларије за националну статистику формира четврто највеће насеље градског подручја Великог Манчестера. Аутопут М60 пролази југозападно од Олдама, кроз Холинвуд, а тешка железничка линија улази из Олдама из истог смера, путује североисточно до центра града.
Многе Олдхамове садашње поделе и предграђа потичу од прединдустријских засеока, манорских заједница и древних капела. Нека насеља су изграђена као стамбена, за раднике у индустрији. Кроз већи део своје забележене историје Олдам је био окружен великим слојем мочварног подручја. Велики део Олдамових резиденција су „мале вредности“. Постојећи као дворац у 15. веку, Хатерсакл хол је био дом краљевске породице у 17. веку који су изгубили део свог власништва због Енглеског грађанског рата.
| Клима (Олдам)              | Клима (Олдам) | Клима (Олдам) | Клима (Олдам) | Клима (Олдам) | Клима (Олдам) | Клима (Олдам) | Клима (Олдам) | Клима (Олдам) | Клима (Олдам) | Клима (Олдам) | Клима (Олдам) | Клима (Олдам) | Клима (Олдам)  |
| Показатељ \ Месец          | .Јан.         | .Феб.         | .Мар.         | .Апр.         | .Мај.         | .Јун.         | .Јул.         | .Авг.         | .Сеп.         | .Окт.         | .Нов.         | .Дец.         | .Год.          |
| -------------------------- | ------------- | ------------- | ------------- | ------------- | ------------- | ------------- | ------------- | ------------- | ------------- | ------------- | ------------- | ------------- | -------------- |
| Средњи максимум, °C (°F)   | 6,0 (42,8)    | 7,0 (44,6)    | 9,0 (48,2)    | 12,0 (53,6)   | 15,0 (59)     | 18,0 (64,4)   | 20,0 (68)     | 20,0 (68)     | 17,0 (62,6)   | 14,0 (57,2)   | 9,0 (48,2)    | 7,0 (44,6)    | 20 (68)        |
| Средњи минимум, °C (°F)    | 1,0 (33,8)    | 1,0 (33,8)    | 3,0 (37,4)    | 4,0 (39,2)    | 7,0 (44,6)    | 10,0 (50)     | 12,0 (53,6)   | 12,0 (53,6)   | 10,0 (50)     | 8,0 (46,4)    | 4,0 (39,2)    | 2,0 (35,6)    | 1 (33,8)       |
| Количина падавина, mm (in) | 68,6 (27,01)  | 50,8 (20)     | 61,0 (24,02)  | 50,8 (20)     | 61,0 (24,02)  | 66,0 (25,98)  | 66,0 (25,98)  | 78,7 (30,98)  | 73,7 (29,02)  | 76,2 (30)     | 78,7 (30,98)  | 78,7 (30,98)  | 810,2 (318,97) |
| [ тражи се извор ]         |               |               |               |               |               |               |               |               |               |               |               |               |                |

## Становништво
Према подацима из Пописа становништва у Уједињеном Краљевству 2001. године, Олдам је имао укупно 103.544 становника, што га чини 55. насељеним становништвом у Енглеској и петим насељеним насељем ширег градског подручја Манчестера. Ова бројка у комбинацији са њеном површином даје Олдаму густину насељености од 1,544 људи км². Локално становништво је описано као „радничка класа”; средња класа која тежи да живи у околним насељима. Због преваленције града као индустријског центра и тиме средишта за запошљавање, Олдам је током своје историје привлачио раднике мигранте, укључујући оне из шире Енглеске, Шкотске, Ирске и Пољске. Током педесетих и шездесетих годиа 20. века, у покушају да надокнаде мањак радника и ревитализују локалну индустрију, грађани шире Заједнице народа били су охрабрени да се преселе у Олдам и друге британске градове.
 Многи су дошли с Карипског и Индијског потконтинента и населили су се широм олдамске четврти.
Данас Олдхам има велике заједнице са баштином из Бангладеша, Индије, Пакистана и делова Кариба. У време пописа становништва 2001. године, више од једног од четири становника се идентификовало као припадник јужноазијске или британске азијске етничке групе. Културне поделе по етничкој позадини су снажне у граду, са слабом интеграцијом и кохезијом међу заједницама азијског и белог порекла.
Са само малим локалним становништвом током средњовековних времена, као резултат увођења индустрије, дошло је до масовне миграције сеоских радника у Олдам, што је резултирало променом броја становништва, 2.000 1714. на 12.000 у 1801. до 137.000 у 1901. Године 1851. 52.820 становника је живело Олдаму и он је постао 12. најнасељенији град у Енглеској.
У 2011. години, 77,5% становништва градског насеља Олдам били су белци, 18,1% азијци и 1,2% црнци. Док су у граду Олдам, који је 2011. имао 96.555 становника, 55.4% становништва били бели Британци, 37.6% азијати и 2% припадници црне расе.